# Carl af Trampe
Jens David Carl Waldemar af Trampe, född 2 september 1841 i Fredrikshald, Norge, död 6 januari 1916 i Hedvig Eleonora församling, Stockholms stad, var godsägare och svensk riksdagsman.
af Trampe flyttade till Sverige 1869 och blev ägare till godset Mjölkeröd i nuvarande Tanums kommun, Bohuslän. Han var bland annat en av stiftarna till Tanums sparbank. Han var ledamot av första kammaren för Göteborgs och Bohus län 1878–1879. Från 1882 var han bosatt i Stockholm.
Han tillhörde den danska grevliga ätten af Trampe.